# Rugby Europe Championship 2017
El Rugby Europe Championship de 2017 fue la primera temporada bajo el nuevo formato de la principal competición de rugby en Europa después del Torneo de las Seis Naciones. Georgia, Alemania, Rusia, España y Bélgica compitieron por el título.

## Clasificación
| Pos. | País     | Encuentros | Encuentros | Encuentros | Encuentros | Tantos  | Tantos    | Tantos     | Puntos Bonus | Puntos |
| Pos. | País     | jugados    | ganados    | empatados  | perdidos   | a favor | en contra | diferencia | Puntos Bonus | Puntos |
| ---- | -------- | ---------- | ---------- | ---------- | ---------- | ------- | --------- | ---------- | ------------ | ------ |
| 1    | Rumania  | 5          | 4          | 0          | 1          | 122     | 78        | +44        | 3            | 19     |
| 2    | Georgia  | 5          | 4          | 0          | 1          | 136     | 44        | +92        | 3            | 19     |
| 3    | España   | 5          | 3          | 0          | 2          | 91      | 54        | +37        | 1            | 13     |
| 4    | Rusia    | 5          | 2          | 0          | 3          | 107     | 117       | -10        | 1            | 9      |
| 5    | Alemania | 5          | 2          | 0          | 3          | 121     | 201       | -80        | 0            | 8      |
| 6    | Bélgica  | 5          | 0          | 0          | 5          | 70      | 153       | -83        | 2            | 2      |

Nota: Se otorgan 4 puntos al equipo que gane un partido, 2 al que empate y 0 al que pierda
Puntos Bonus: 1 punto por convertir 4 tries o más en un partido (BO) y 1 al equipo que pierda por no más de 7 tantos de diferencia (BD).

## Resultados

### Primera fecha
| 11 de febrero | Alemania | 41 - 38 | Rumania | Sparda Bank Hessen Stadium, Offenbach |  |

| 11 de febrero | Bélgica | 6 - 31 | Georgia | King Baudouin Stadium, Bruselas |  |

| 11 de febrero | España | 16 - 6 | Rusia | Estadio Nacional Complutense, Madrid |  |

### Segunda fecha
| 18 de febrero | Rumania | 13 - 3 | España | Stadionul Arcul de Triumf, Bucarest |  |

| 18 de febrero | Bélgica | 18 - 25 | Rusia | King Baudouin Stadium, Bruselas |  |

| 19 de febrero | Georgia | 50 - 6 | Alemania | Rustavi Rugby Stadium, Rustavi |  |

### Tercera fecha
| 4 de marzo | Rusia | 10 - 30 | Rumania | Sochi Central Stadium, Sochi |  |

| 4 de marzo | España | 10 - 20 | Georgia | Estadio Municipal, Medina del Campo |  |

| 4 de marzo | Alemania | 34 - 29 | Bélgica | Sparda Bank Hessen Stadium, Offenbach |  |

### Cuarta fecha
| 11 de marzo | Bélgica | 17 - 33 | Rumania | King Baudouin Stadium, Bruselas |  |

| 11 de marzo | Alemania | 15 - 32 | España | Sportpark Höhenberg, Köln |  |

| 12 de marzo | Georgia | 28 - 15 | Rusia | Dinamo Arena, Tbilisi |  |

### Quinta fecha
| 18 de marzo | España | 30 - 0 | Bélgica | Estadio Nacional Complutense, Madrid |  |

| 18 de marzo | Rusia | 52 - 25 | Alemania | Sochi Central Stadium, Sochi |  |

| 19 de marzo | Rumania | 8 - 7 | Georgia | Stadionul Arcul de Triumf, Bucarest |  |

| Bandera de Rumania |
| Campeón Rumania    |
| Undécimo título    |

## Playoff Ascenso/Descenso
| 20 de mayo | Bélgica | 29 - 18 | Portugal | King Baudouin Stadium, Bruselas |  |